# Flussi migratori in Sardegna
I flussi migratori in Sardegna ebbero inizio sin dal Paleolitico; gli abitanti di quell'epoca vivevano esclusivamente di caccia e raccolta, questa condizione mutò col Neolitico. La cosiddetta rivoluzione neolitica, che si attuò nel Vicino Oriente e nell'Asia minore, provocò grandi cambiamenti anche nel tessuto primitivo dell'isola, che grazie alla presenza dell'ossidiana (allora materiale essenziale all'attrezzatura materiale) entrò nei traffici commerciali del Mediterraneo occidentale. Dalla fase finale del Neolitico la Sardegna è parte integrante della dinamica delle varie genti nel bacino del Mediterraneo. 

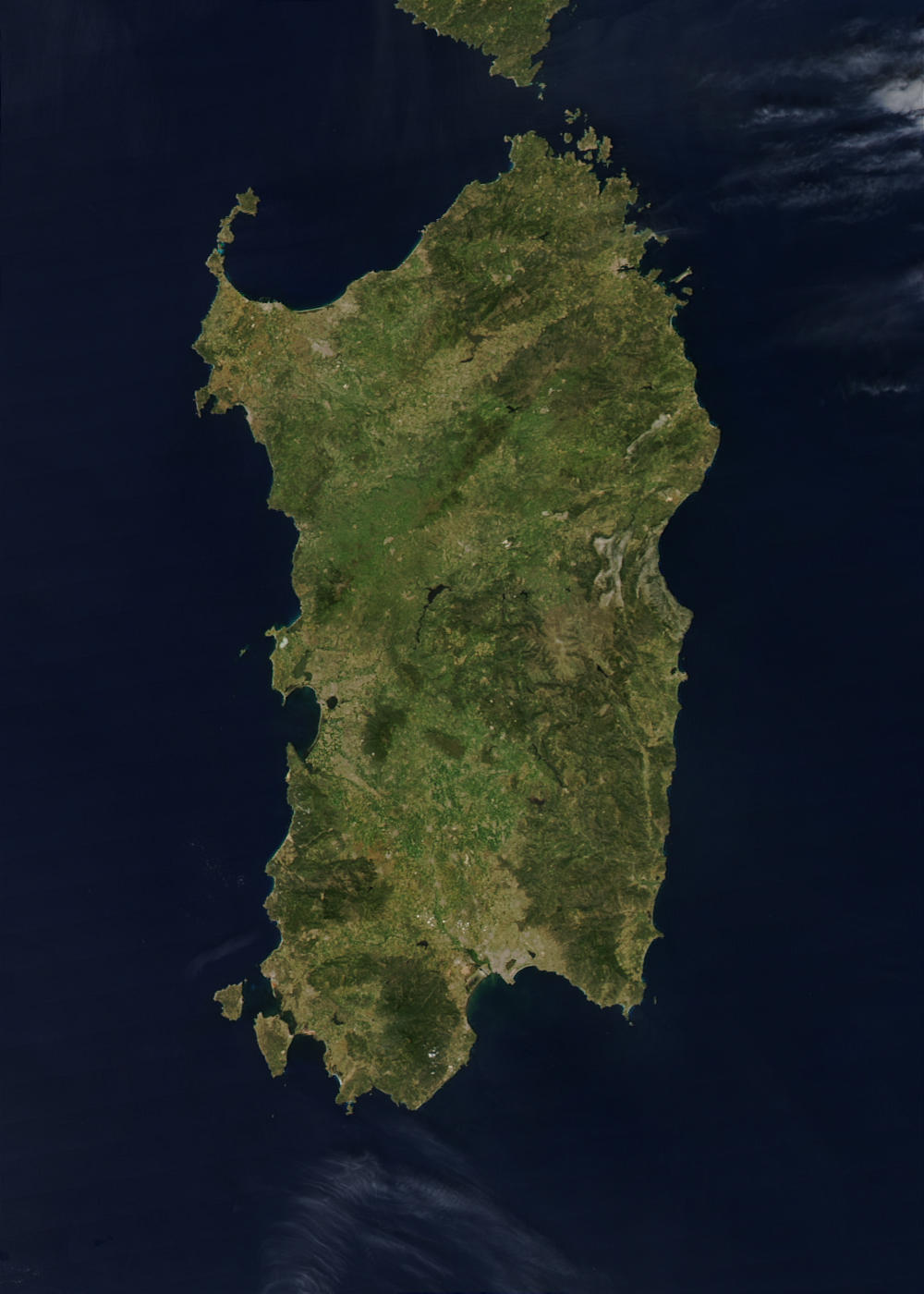
La Sardegna vista dal satellite.

## Preistoria

### Le migrazioni nel Paleolitico e Neolitico
Delle pietre scheggiate rinvenute a Perfugas (SS), sono databili al Paleolitico inferiore (un periodo di tempo compreso tra i 400.000 ed i 150.000 anni a.C). Resti di ossa umane appartenenti all'Uomo moderno sono stati ritrovati dagli archeologi nella grotta di Corbeddu a Oliena e sono databili al Paleolitico Superiore cioè in un periodo di tempo compreso tra 35.000 e i 10.000 anni a.C. Nel Mesolitico nuove genti si spinsero in Sardegna dall'Italia continentale e peninsulare, le loro tracce sono state individuate nella grotta di Su Coloru a Laerru. Il più antico scheletro umano completo (ribattezzato Amsicora) è stato rinvenuto nel 2011 nel territorio di Arbus, risalirebbe a circa 9000 anni fa, periodo di transizione fra il Mesolitico ed il Neolitico.

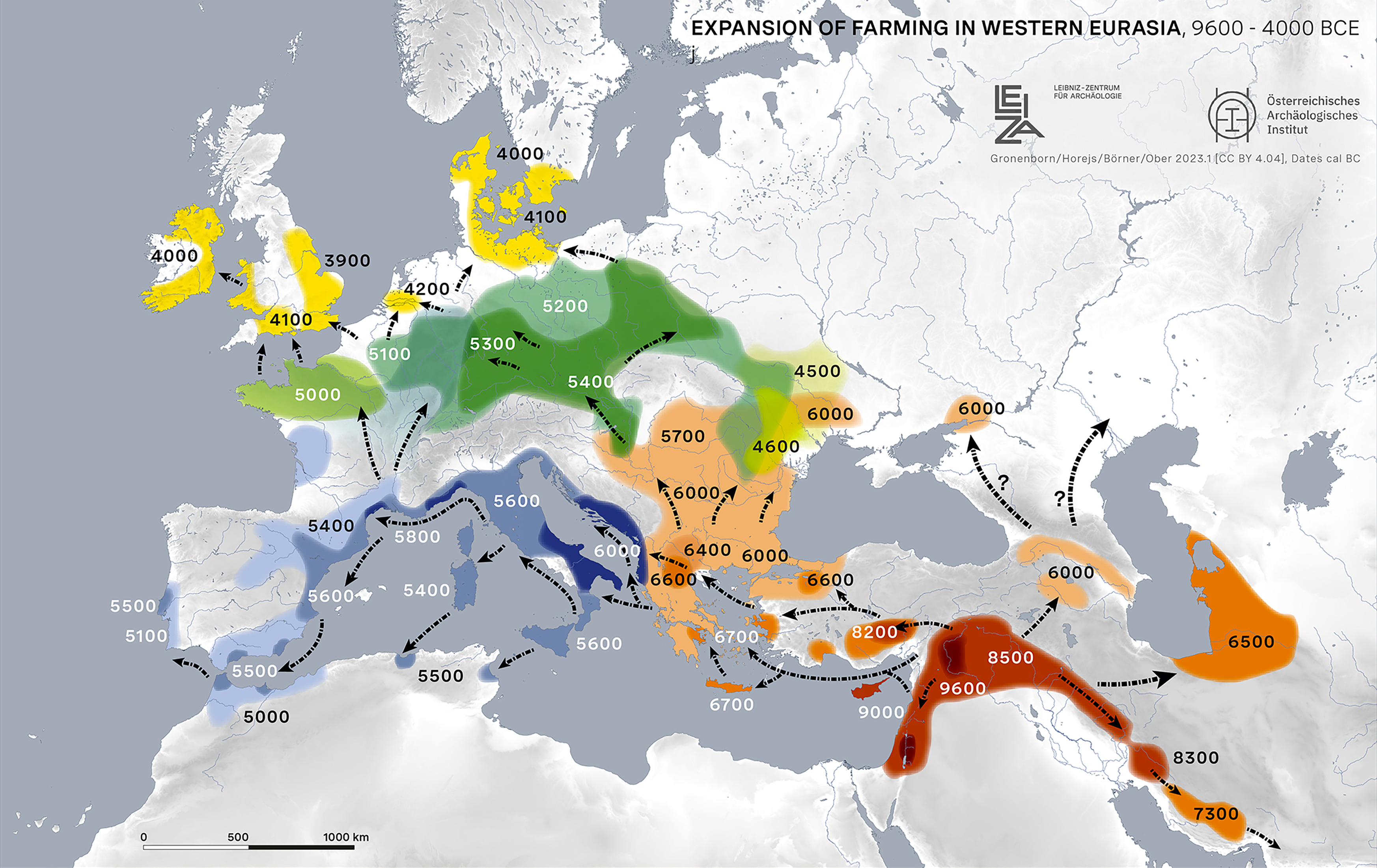
Espansione dell'agricoltura tra il 9600 e il 4000 a.C.

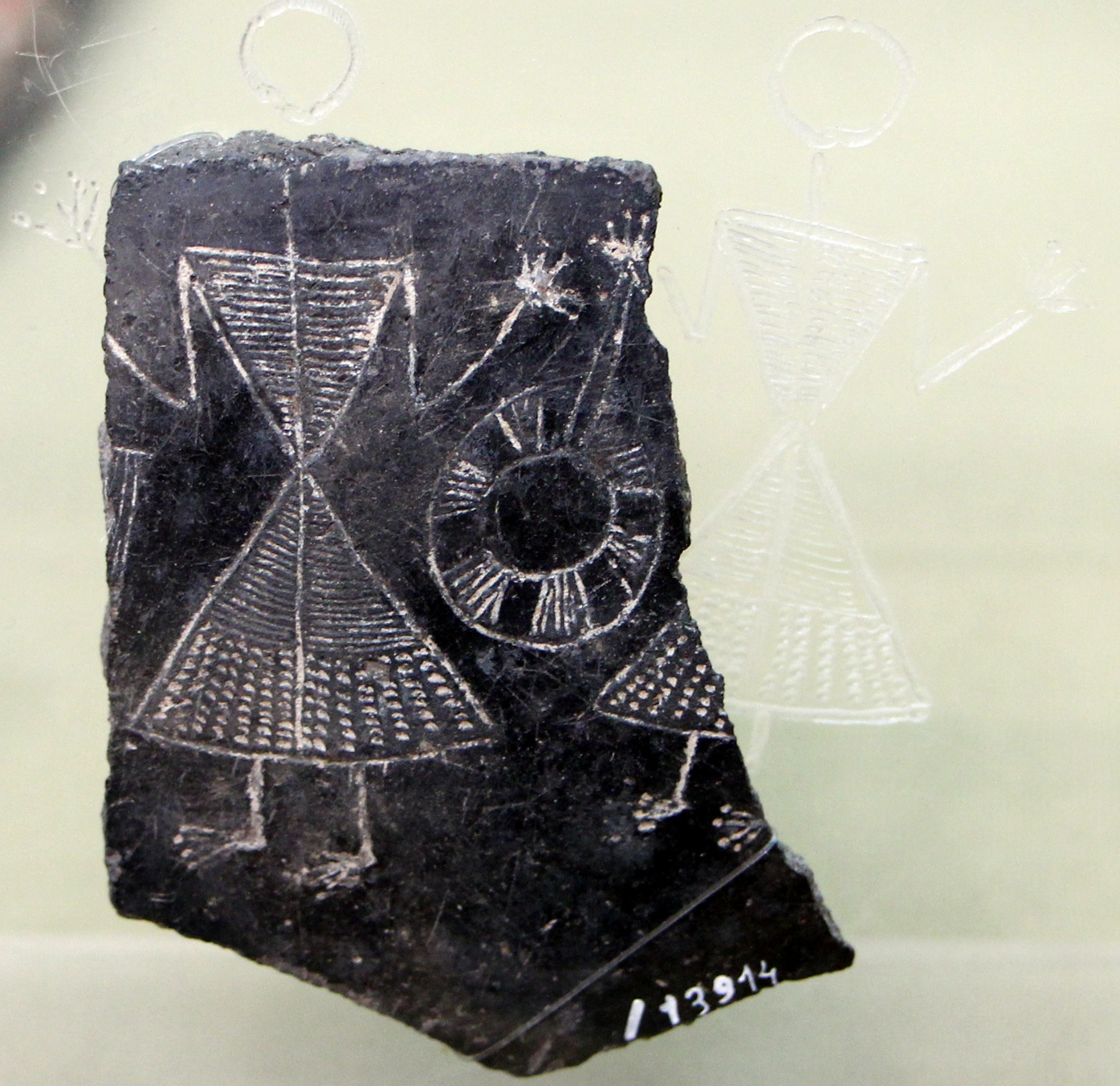
Frammento di vaso con figure umane, 3500-2700 a.C. circa

L'isola fu colonizzata stabilmente nel Neolitico antico (VI millennio a.C.) da popolazioni provenienti presumibilmente dalla penisola italiana e sicuramente anche dalla penisola iberica; i primi insediamenti sono stati rinvenuti sia nel versante settentrionale che in quello meridionale. Nella Sardegna settentrionale si sviluppa un aspetto neolitico, detto facies di Filiestru, accomunabile a quello corso-toscano (gruppo di Basi-Filiestru-Pienza) e ligure mentre nella Sardegna meridionale compare un aspetto Neolitico, denominato facies di Su Carroppu, che presenta forti somiglianze con l'aspetto neolitico dell'area franco-iberica.
Ma già nel Neolitico recente si scorgono sull'Isola vari segni di un notevole progresso dovuto molto probabilmente a uomini venuti da Oriente, forse dalle Cicladi o da Creta. Questi contatti favorirono lo sviluppo della cultura di Ozieri considerata una delle più importanti culture prenuragiche. Nello stesso periodo le tombe a circolo della Gallura marcano il debutto del megalitismo, che mostra strette similitudini con quello dell'area pirenaica.

### Durante l'Età del rame e del bronzo
Tra il 2400 e il 2100 a.C., durante l'Età del rame, sull'isola si diffuse la cultura di Monte Claro, ritenuta da vari studiosi di origine allogena in quanto segna, per molti aspetti, una rottura con le culture precedenti. Si tratterebbe di piccoli gruppi umani giunti da oriente, attraverso l'Italia meridionale e la Sicilia.

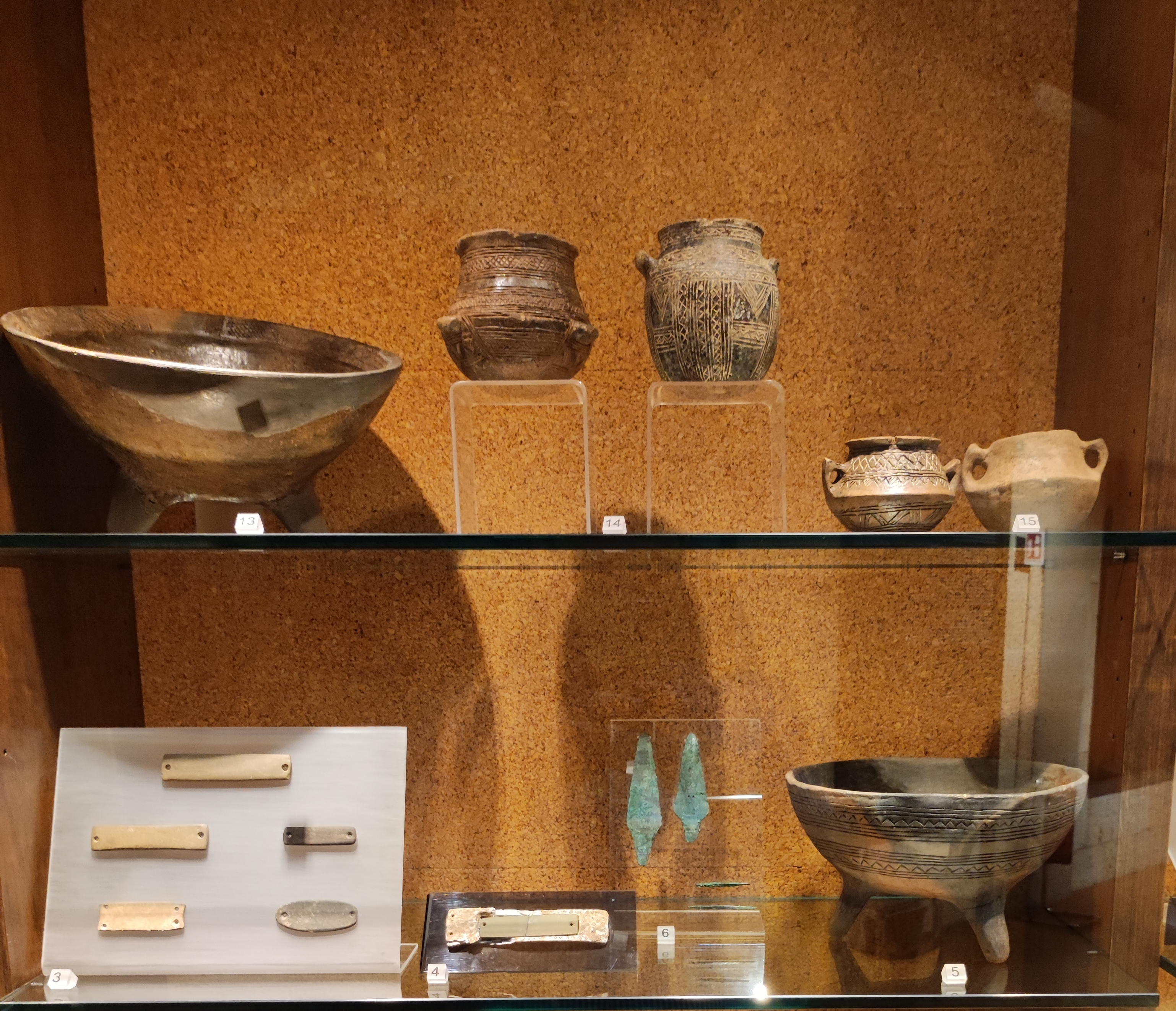
Manufatti di cultura campaniforme da vari siti isolani, Museo archeologico nazionale di Cagliari

Fra la fine del periodo Calcolitico e la prima Età del bronzo apparve in Sardegna la cultura del vaso campaniforme (2100-1800 a.C.), diffusa in gran parte dell'Europa centro-occidentale. Elementi caratteristici di tale cultura, oltre al vaso a forma di campana rovesciata presente in tutte le zone dell'Europa ove si diffuse, sono da citare il brassard, ossia una sorta di bracciale di protezione indossato dagli arcieri per proteggersi dal rinculo dell'arco, i pugnali in rame e i bottoni in osso con perforazione a V.
I primi apporti provennero dall'area pirenaica franco-iberica mentre nelle fasi più tarde si avverte la comparsa di elementi centro-europei ed infine poladiani che daranno origine alla successiva cultura di Bonnanaro. Le genti portatrici di questa cultura si insediarono in Sardegna attraverso numerose piccole ondate migratorie, amalgamandosi rapidamente con le popolazioni preesistenti.

#### Popoli del mare

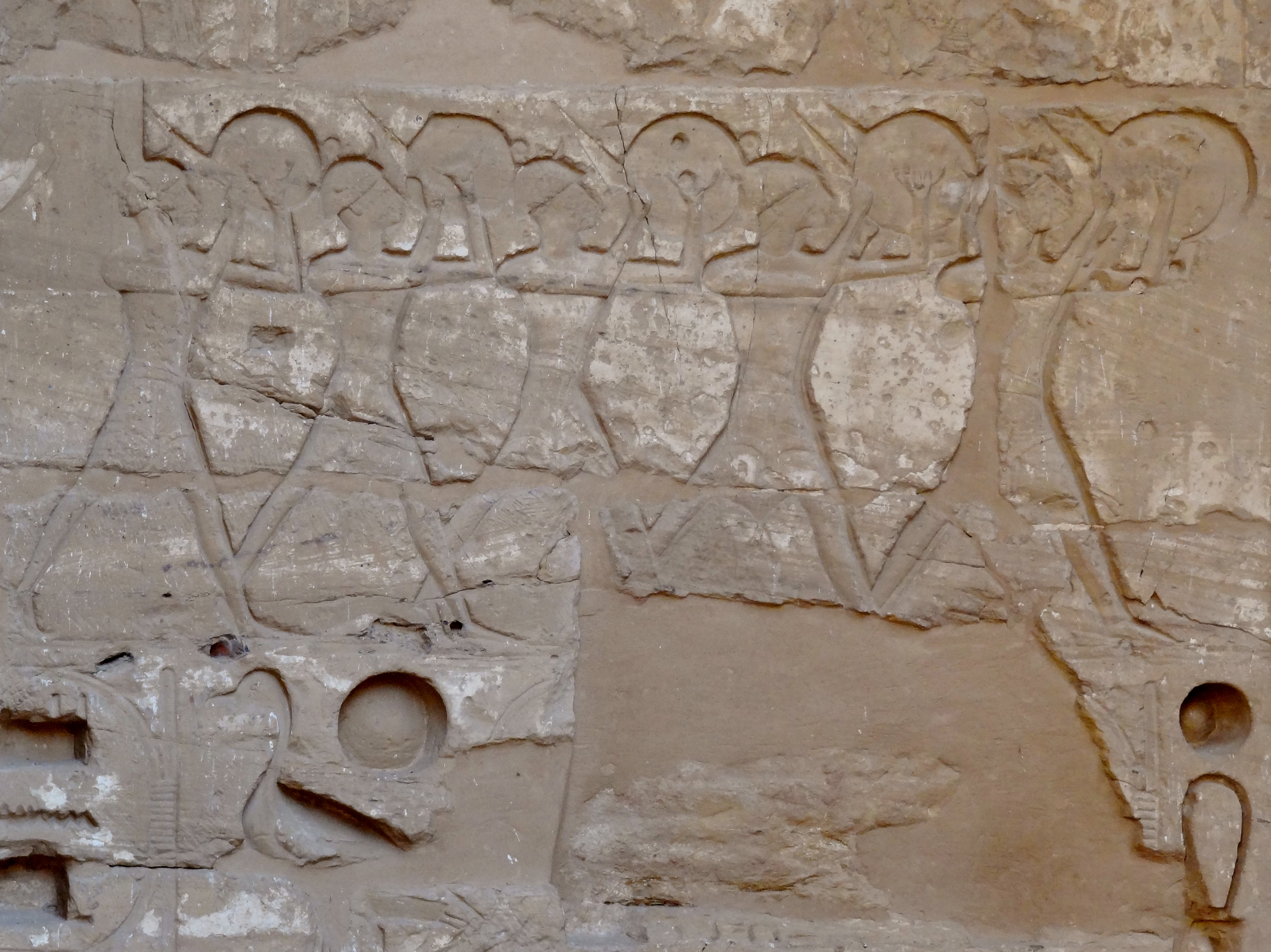
Shardana raffigurati a Medinet Habu

La tarda Età del bronzo fu il periodo in cui nel Mediterraneo si verificò un vasto movimento guerresco e verso il 1200 a.C., secondo alcune ipotesi non universalmente riconosciute, la Sardegna e la Corsica furono invase da popolazioni di navigatori-guerrieri provenienti da Oriente: i Popoli del mare, e tra essi gli Shardana (o Sherden), popolazione ben conosciuta dagli antichi Egizi che li citano in numerosi documenti e che rappresentarono nei grandi bassorilievi come quelli del tempio di Medinet Habu (XII secolo a.C.) a Tebe.
Secondo altri studiosi gli Shardana furono lo stesso popolo che eresse i nuraghi, quindi le popolazioni autoctone dell'isola.

## Storia antica

### Fenici, Punici e Romani

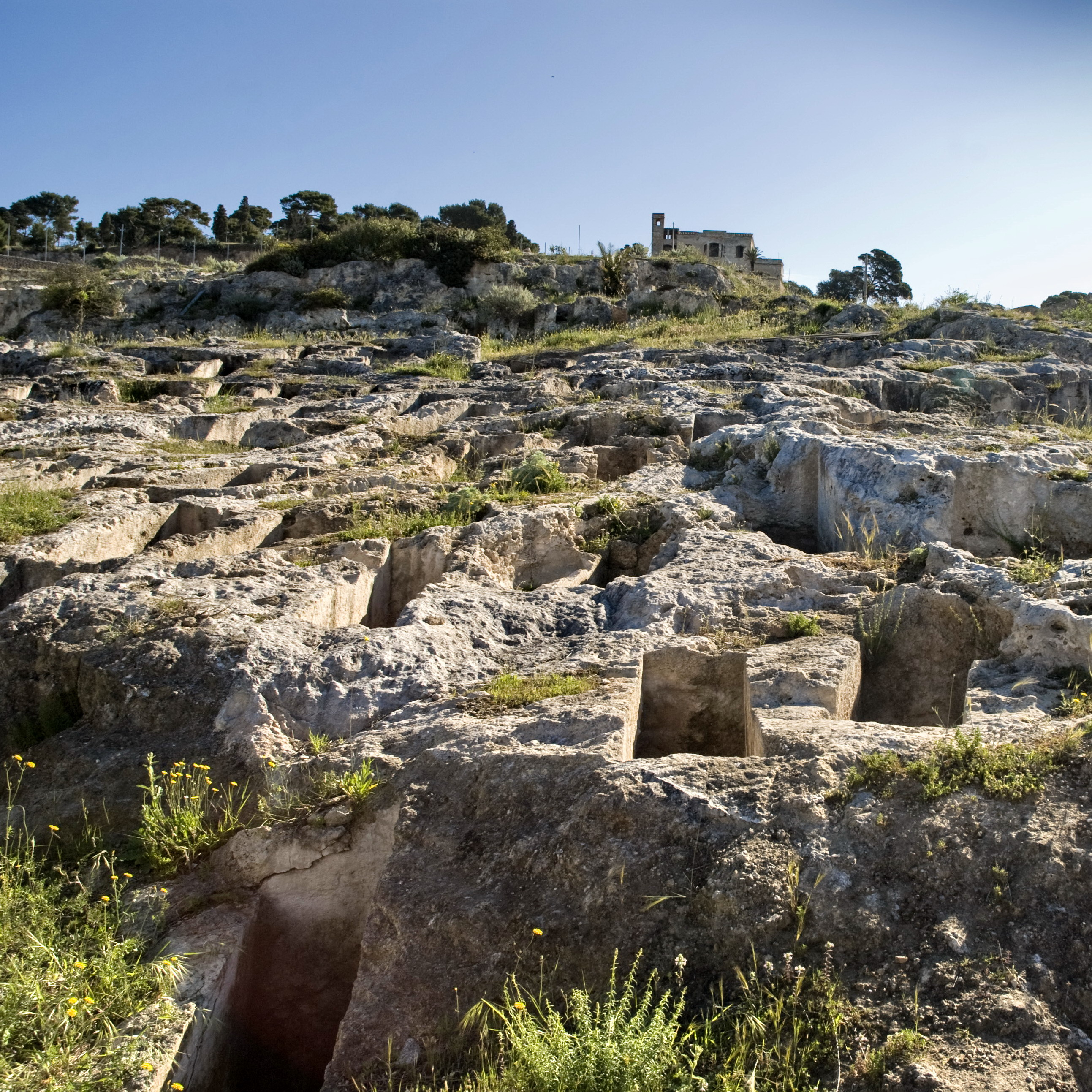
Necropoli punica di Tuvixeddu a Cagliari

I Fenici frequentarono le coste sarde a partire dal IX secolo a.C. circa, dove impiantarono alcuni insediamenti generalmente in località protette quali penisole (Bithia, Nora, Tharros ecc.) o isole come nel caso di Sulki. In quest'epoca la Sardegna ebbe un ruolo rilevante nei circuiti di commercio internazionale.
I Cartaginesi subentrarono ai fenici a partire dal VI secolo a.C.; a differenza dei predecessori (i Fenici, interessati quasi esclusivamente al commercio limitarono la loro presenza alla fascia costiera da dove intrattenevano scambi di merci con le popolazioni nuragiche) i Punici penentrarono gradualmente verso l'interno dell'isola fino ad estendere il loro dominio a tutta l'area meridionale e centro-occidentale della Sardegna. La parte settentrionale e centro-orientale, così come nel periodo fenicio, anche nel periodo punico (come testimoniato dalla scarsità di insediamenti fenicio-punici di rilievo nell'area, ad eccezione di Olbia) rimase pressoché immune alla presenza straniera. Durante la dominazione cartaginese ci fu flusso d'immigrazione nell'isola di genti puniche dal Nord Africa.

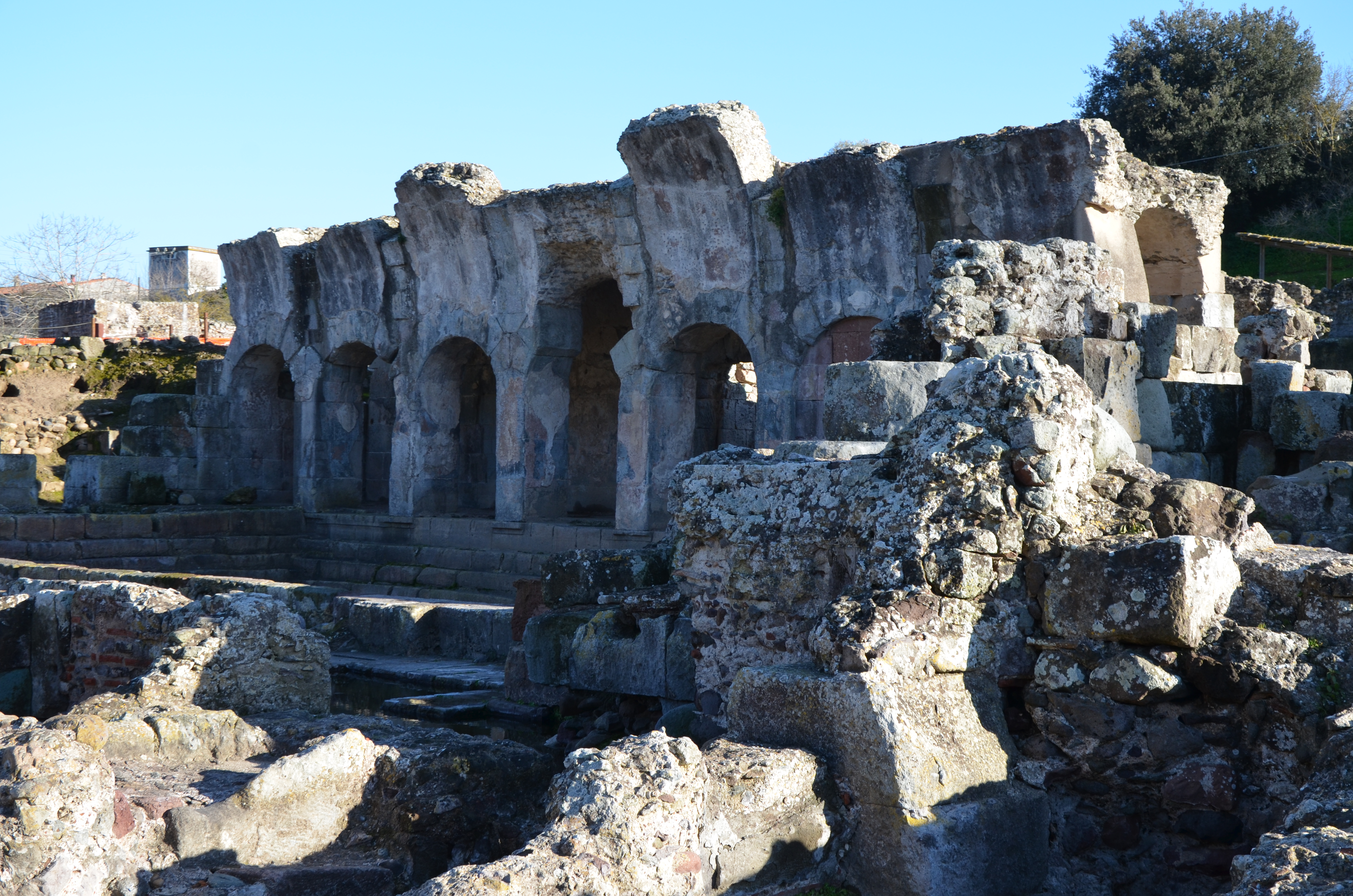
Resti delle terme romane, Fordongianus (Forum Traiani)

In seguito alla sconfitta di Cartagine nella prima guerra punica (238 a.C.) la Sardegna passò assieme alla Corsica sotto il controllo della Repubblica di Roma. In periodo romano, lo sviluppo agricolo e demografico, portò un elevato benessere, principalmente nel periodo imperiale, con mirabili effetti culturali, sociali ed economici. Una prima migrazione di Italici in Sardegna si ebbe probabilmente già in epoca preromana (IV secolo a.C. circa) quando i coloni Falisci provenienti dall'Etruria meridionale fondarono la città di Feronia (forse identificabile con l'attuale Posada) sulla costa nord-orientale dell'isola. Ad un'epoca remota potrebbe risalire anche lo stanziamento dei Siculensi nel Sarrabus, forse Siculi venuti direttamente dal Lazio prima della loro migrazione in Sicilia. Successivamente alla conquista del III secolo, i Patulcenses Campani, molto probabilmente provenienti dall'attuale regione della Campania, si stabilirono a nord di Caralis, forse nel Parteòlla. Nell'area dove sorge l'attuale Porto Torres venne fondata la città di Turris Libisonis popolata dai veterani di Giulio Cesare originari di Roma; coloni romani giunsero anche ad Usellus, nella Marmilla. Forte nell'isola era inoltre la presenza di armatori e mercanti italici nonché dei legionari che contrastavano le rivolte delle popolazioni dell'interno, in particolare gli Iliensi e i Balari.

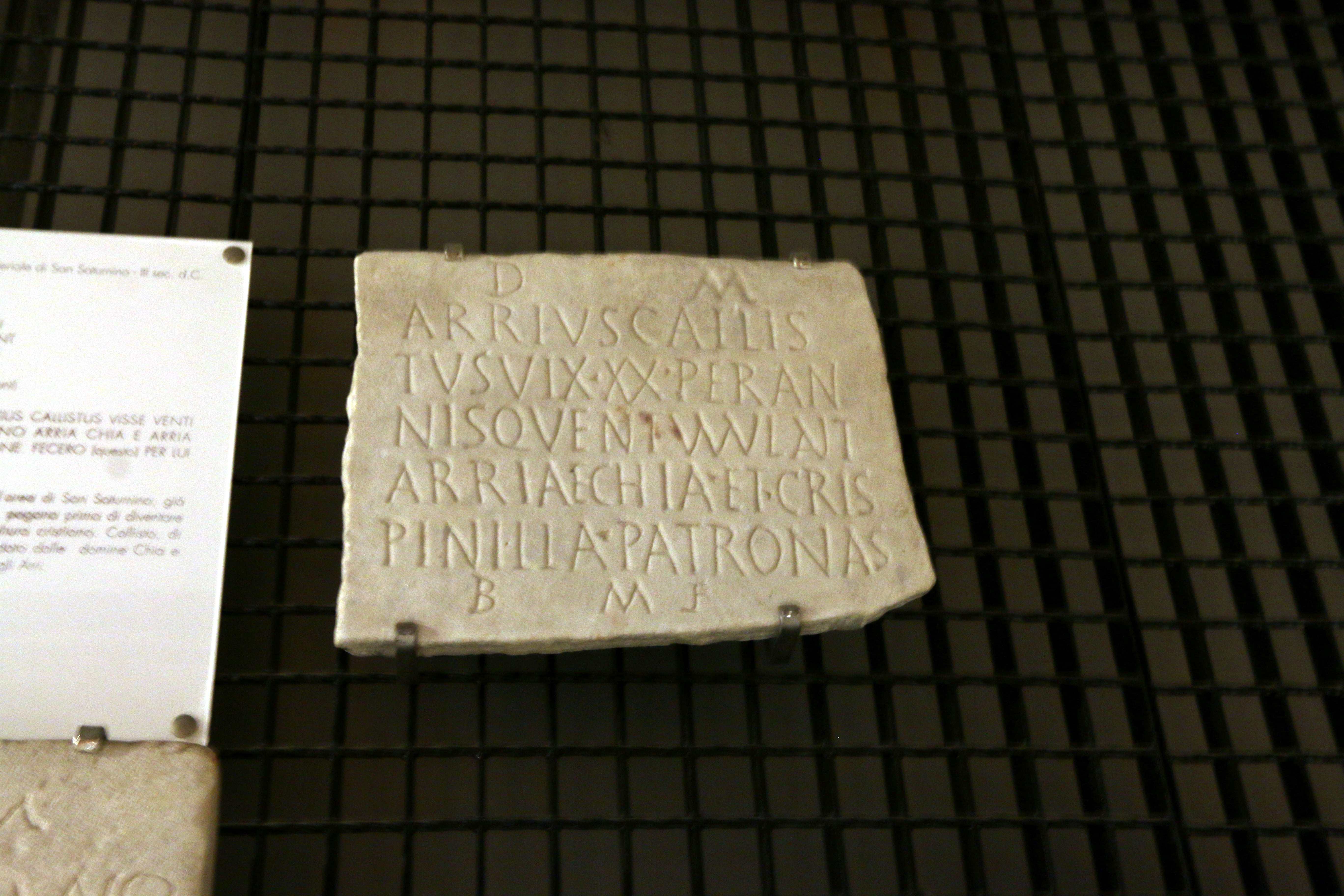
Epitaffio romano del sec III d.C. per il liberto (ex schiavo) Arrius Callistus, vissuto 20 anni, fatto scrivere dalle ex padrone Arria Chia ed Arria Crispinilla della gens Arria. Trovato a Cagliari

Come di consuetudine, anche in Sardegna i Romani deportarono un consistente numero di schiavi che venivano utilizzati principalmente per lavorare nei latifondi. Queste genti provenivano anche da posti molto lontani, sia geograficamente che culturalmente, come dimostrato, ad esempio, dalla recente scoperta di alcune tombe sarmatiche all'interno della necropoli di Pill'è Matta a Quartucciu; è stato ipotizzato che questi sarmati furono condotti sull'isola dai romani per migliorare la coltivazione della vite. Nel 19 d.C. l'imperatore Tiberio inviò sull'isola 4.000 liberti seguaci dei culti egizi ed ebraici con lo scopo di contrastare i frequenti atti di brigantaggio. Una piccola comunità ebraica crebbe poi per tutto il Medioevo fino a quando non fu costretta ad abbandonare la Sardegna nel 1492, a seguito del decreto di espulsione degli ebrei da tutti i territori appartenenti alle due corone iberiche.
Col tempo, la lingua delle genti sarde subì profonde trasformazioni con l'introduzione del latino che, soprattutto nelle zone interne, penetrò lentamente ma alla fine si radicò a tal punto che, fra le lingue romanze, il sardo è quella che ne conserva più chiaramente i caratteri; si ritiene che nella zona centro-settentrionale la variante del sardo parlata sia quella maggiormente affine all'idioma dei latini per la pronuncia.

## Medioevo ed epoca moderna

### Vandali, Bizantini e Goti
Alla caduta dell'Impero romano d'Occidente, la Sardegna venne a far parte del regno dei Vandali, popolazione germanica proveniente dal Nord Europa. Il nuovo regno comprendeva, oltreché l'ex provincia di Sardegna e Corsica, anche le isole Baleari, la Sicilia occidentale e i territori nord-africani della ex provincia romana chiamata Africa. I Vandali confinarono nell'isola alcuni esuli africani tra cui vescovi cattolici e dei Mauri, provenienti dalla Mauretania.
Secondo una tesi dibattuta, questi gruppi di Mauri furono deportati nel territorio del Sulcis; pare però che questo equivoco sia dovuto all'assonanza tra i termini Meurreddus e Maureddus. Il termine Meurreddu deriva non già dai Maurusii (Berberi), bensì dal termine meurra (dal latino turdus merula) che tradotto in italiano significa "merlo": il costume tradizionale maschile del Sulcis ha la particolarità di essere colorato interamente di nero, indossato il quale gli uomini si dicono "vestiti a modo di merlo" (bistiu a meurreddu) cioè vestiti di nero come nero è il colore del merlo. La storicità del termine meurreddu è attestata anche dal complesso nuragico Meurra nel comune di Giba (basso Sulcis) che nel lontano passato ebbe grande importanza.

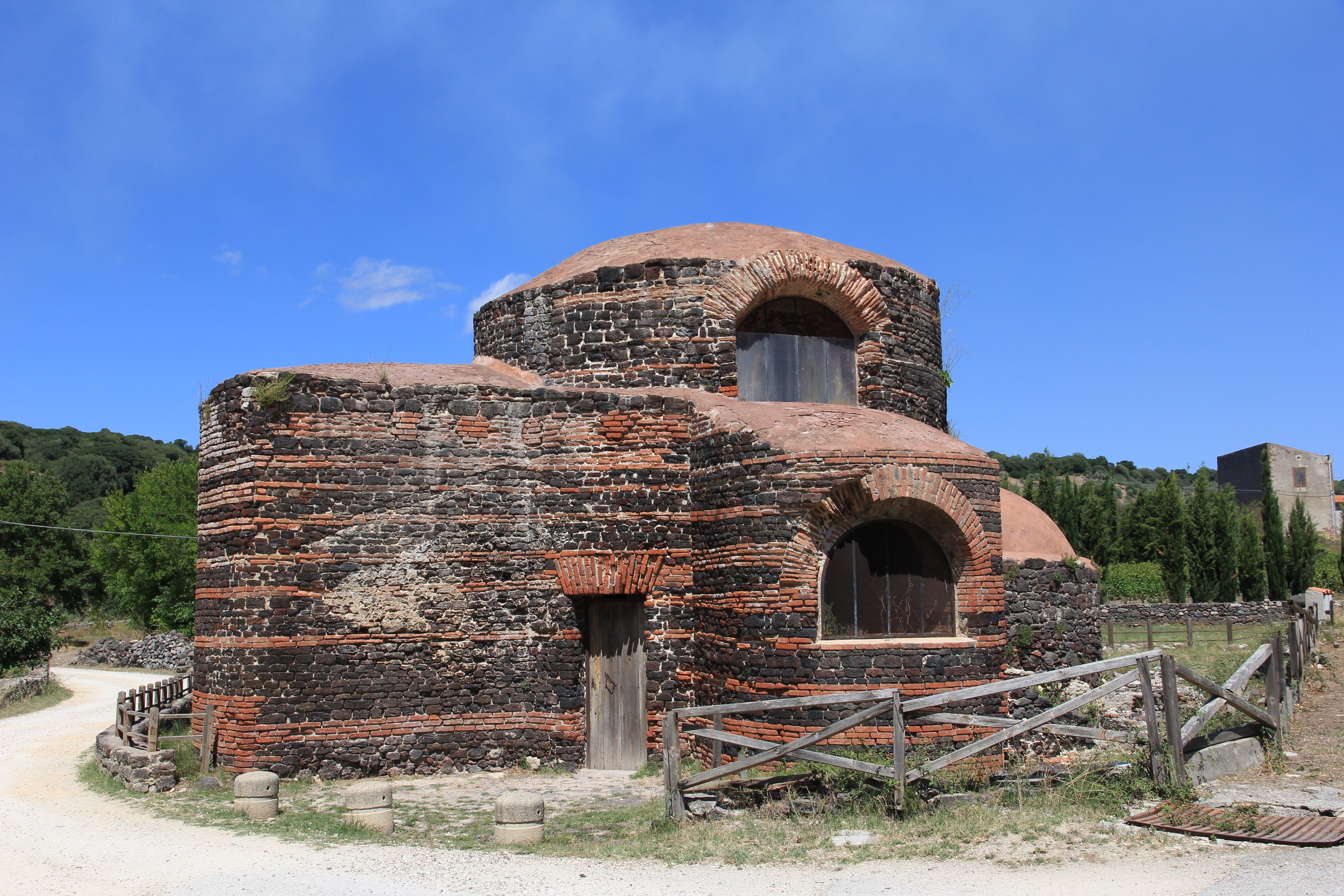
Chiesa di Nostra Signora di Mesumundu

I gruppi di Mauri, con le loro mogli, furono inviati sull'isola probabilmente con funzione di presidio militare. Secondo Procopio di Cesarea i Mauri, situati nei "monti vicino a Carales" e divenuti circa 3000, si diedero al saccheggio guadagnandosi l'appellativo di "barbaricini". Sono poi localizzati nei pressi di Forum Traiani (Fordongianus), dove, nonostante le opere di fortificazione, continuarono le loro scorrerie. Contro questi il pretorio del prefetto bizantino Salomone pianificò una spedizione militare per l'inverno del 537. L'elemento germanico in età bizantina appare invece pienamente integrato con il sostrato locale.
Durante la guerra gotica l'isola venne occupata e governata per un breve periodo dagli Ostrogoti per poi passare nuovamente in mano bizantina poco tempo dopo. È probabile che l'occupazione gota, durata circa un anno (dal 551 al 552), si limitò alla sola Carales, centro politico-amministrativo della Sardegna, e forse a qualche altra città litoranea.
L'isola era presidiata da contingenti di limitanei bizantini, solo in un secondo momento formati da Sardi. Tra i militari di stanza sull'isola figuravano probabilmente anche germanici.
Preda molto ambita e oramai abbandonata a sé stessa da Bisanzio, a partire dall'VIII secolo la Sardegna subì gli attacchi degli Arabi che cercarono a più riprese di conquistarla. I Sardi, secondo gli Annales Regni Francorum, si opposero a tutti i tentativi di invasione degli Aglabiti del Nordafrica e degli Omayyadi di Spagna infliggendo loro molte perdite.

### Pisani e Genovesi
Nel periodo alto giudicale dei quattro regni, l'isolamento della popolazione sarda andò aumentando. I commerci nelle zone costiere, con l'abbandono delle città portuali a causa delle scorrerie saracene, conobbero una fase di arresto e si affermò un'economia autosufficiente, alimentata dalla produzione agricola e pastorale. I Pisani e Genovesi, interessati ad avere basi sicure nell'Isola per i loro viaggi verso l'Oriente, effettuarono sempre più ingerenze sugli stati indigeni, ma contribuirono a stimolare i commerci e i matrimoni al di fuori del parentado.

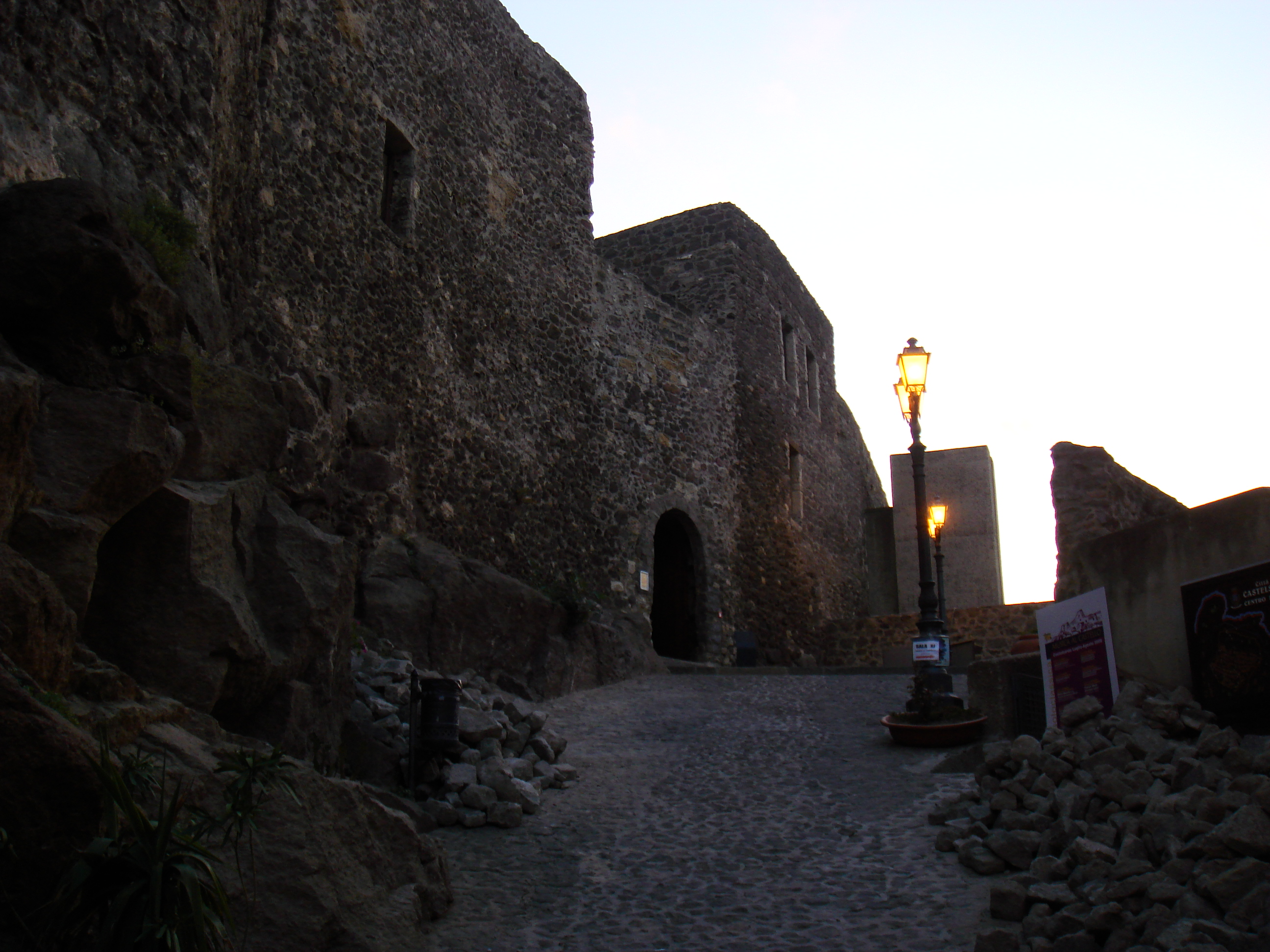
Rocca di Castelsardo

I Della Gherardesca pisani fondarono la città di Villa di Chiesa (odierna Iglesias), popolata principalmente da coloni pisani, sardi e corsi, mentre Pisa quella di Castel di Castro (attuale Cagliari), la quale sarebbe rimasta in maggioranza pisana fino all'arrivo degli Aragonesi nel 1324, e Terranova (Olbia). Anche Sassari e Porto Torres furono investite da flussi migratori prima pisani e poi liguri.
Le aree della Sardegna maggiormente influenzate da Genova furono il Sassarese, la Nurra e il Logudoro dove, per volere dei Doria, vennero fondate Alghero e Castelgenovese (l'attuale Castelsardo), mentre Sassari divenne comune confederato a Genova.

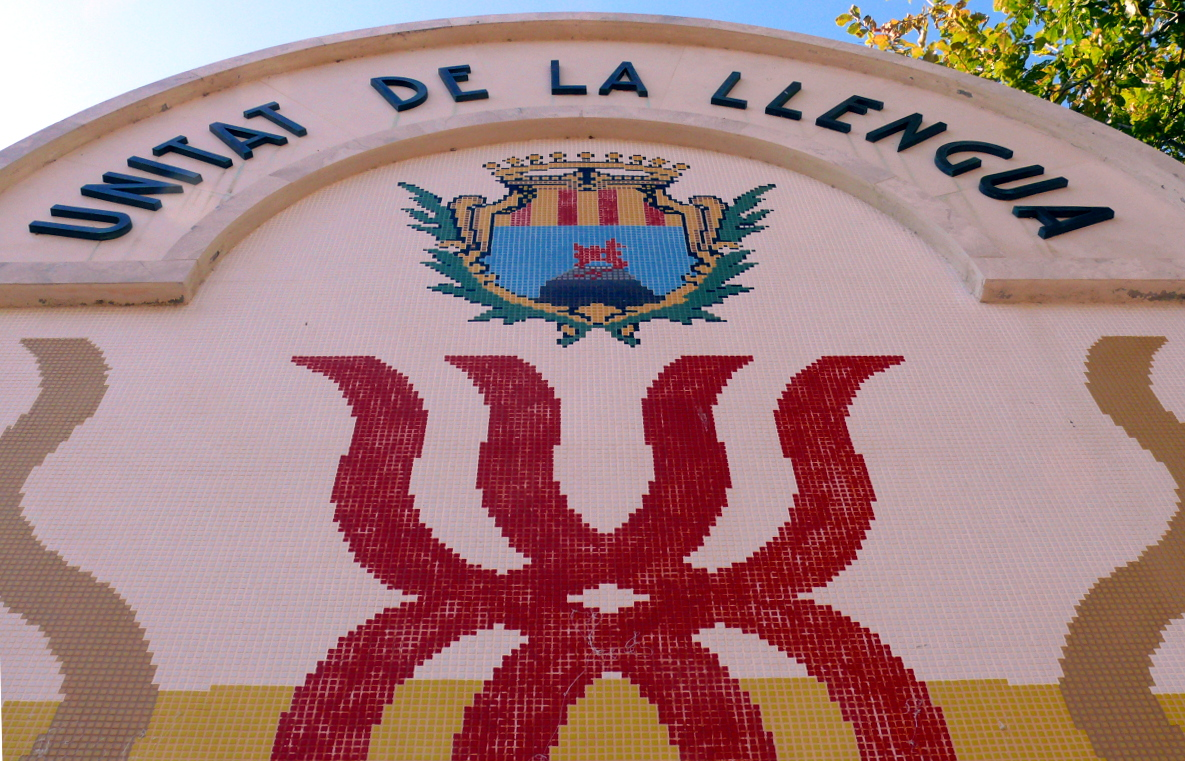
Monumento alla Unitat de la llengua (Unità della lingua catalana) ad Alghero.

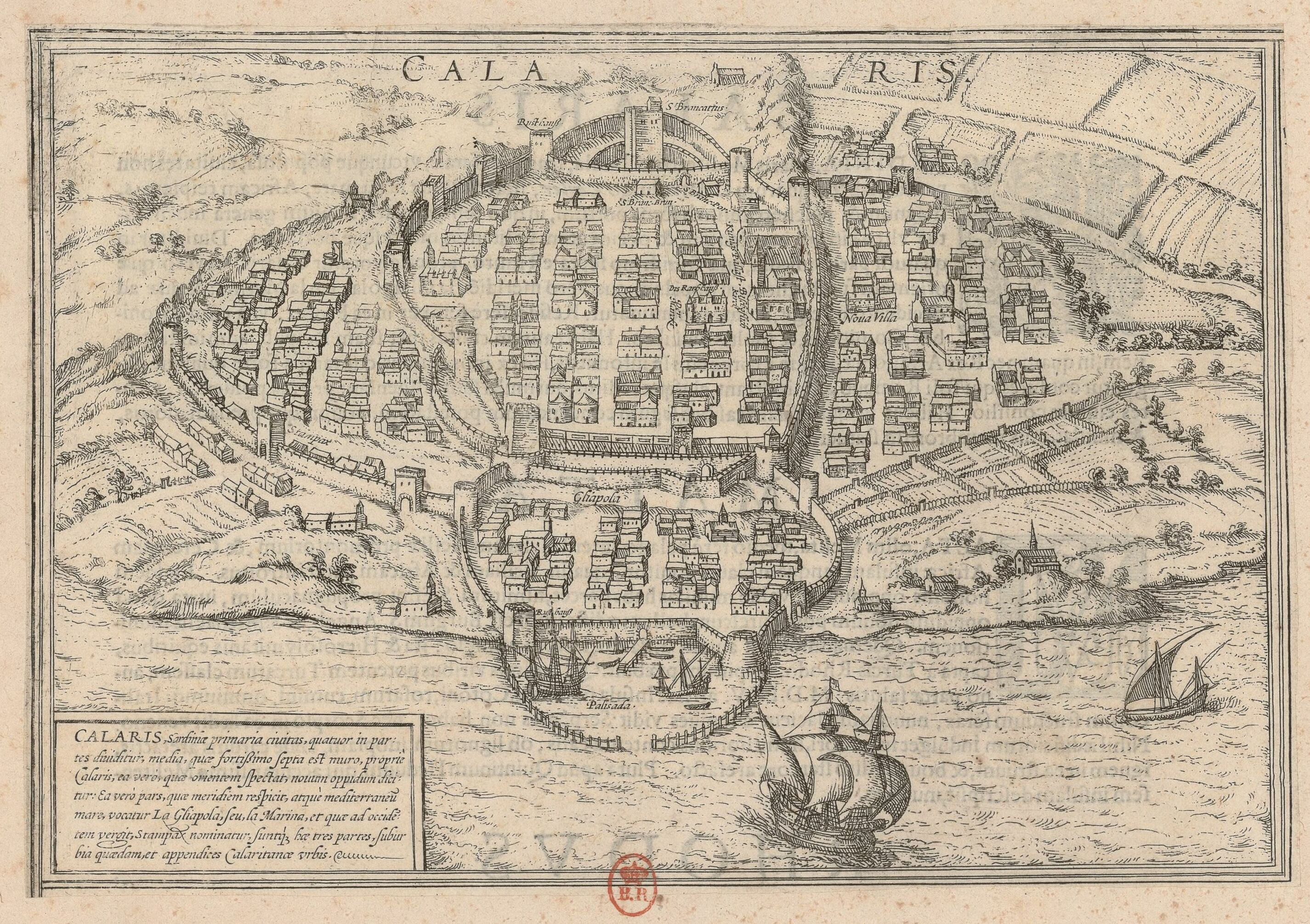
Vista di Cagliari del XVI secolo; si notano i quattro quartieri, Castello al centro, Stampace a occidente, Villanova a oriente e Marina a sud

### Catalani e Spagnoli
Anche nel periodo di presenza aragonese e spagnola, durata quasi quattro secoli, ci fu un flusso migratorio verso l'Isola. Come d'altra parte nella preistoria, fu alimentato da iberici e venne ritenuto necessario per consolidare il dominio sulla Sardegna. Queste popolazioni provenivano dal regno di Aragona (e non tanto dal regno di Castiglia), come avvenne nel 1354 per la popolazione di Alghero la quale, essendosi ribellata al re di Aragona (Pietro il Cerimonioso) ed essendo filo-genovese, venne sostituita con popolazioni provenienti dalle Baleari, dall'Aragona e dalla Catalogna.
Anche la città di Cagliari, dopo la conquista aragonese e la conseguente espulsione dei pisani residenti (giugno 1326), fu ripopolata da coloni catalani e valenzani; le antiche vie della Càller (Cagliari) catalano-aragonese richiamavano il luogo d'origine dei nuovi popolatori: Carrer de Barchinona, Carrer de Lleyda, Carrer de Gerona, Carrer de Valencia ecc. Per secoli ai sardi fu vietato sostare nel Castello (il quartiere dei governanti e degli aristocratici) dopo il suono del corno al tramonto, e l'infrazione commessa veniva pagata con la vita: chi non si apprestava subito alle uscite e veniva trovato ancora all'interno della rocca, veniva catturato e buttato fuori dalle alte mura, giù negli strapiombi.
Durante il XVI e il XVII secolo in città (capitale del Regno dal 1326), oltre a iberici e sardi, erano presenti varie comunità provenienti da nazioni straniere con le quali vi erano stretti rapporti di natura politica e commerciale; tra le comunità più importanti si possono citare quella dei genovesi (la cui presenza è testimoniata dall'Arciconfraternita dei Genovesi, tutt'oggi esistente), che si occupava principalmente delle attività portuali e mercantili, e la comunità dei siciliani, che faceva capo alla chiesa di Santa Rosalia; si ha inoltre notizia della presenza di toscani, campani, marmorari lombardi, liutai tedeschi, medici e chirurghi francesi ecc.. 
Nel mentre, la città di Sassari aveva subito un tentativo di ripopolamento analogo a quello di Alghero e Cagliari, quando il 25 agosto del 1330 parte degli abitanti, nuovamente rivoltatisi contro la corona d'Aragona, furono cacciati fuori le mura e sostituiti con elementi iberici e sardi di provata fedeltà.
L'impronta spagnola è ancora visibile in tutta la Sardegna, sia negli usi sia nei costumi, ma anche nella lingua e nel patrimonio ereditario dei Sardi.

### I Corsi

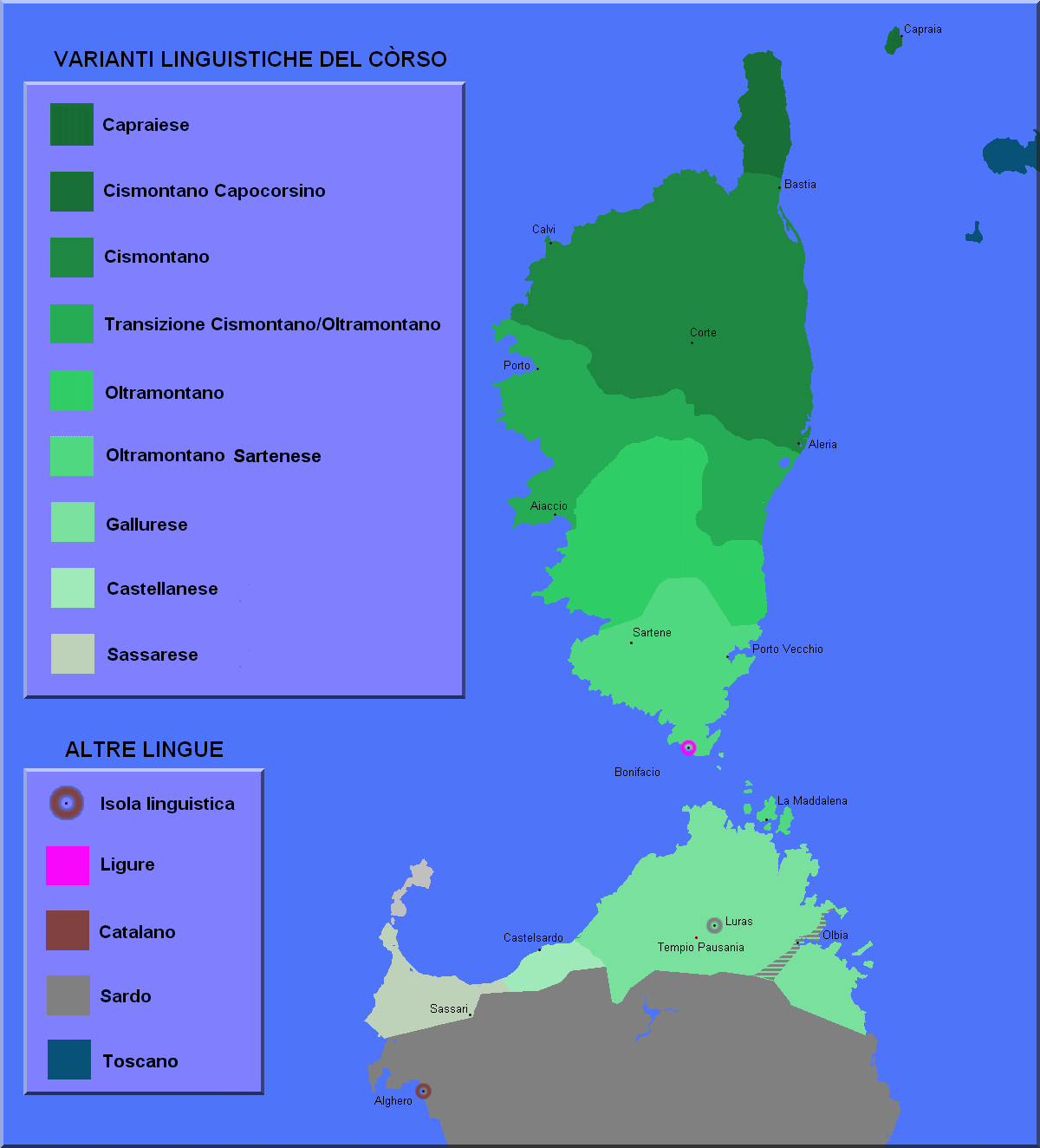
Diffusione delle varianti della lingua corsa in Sardegna

La presenza di frequenti contatti e movimenti tra la Sardegna e la Corsica è attestata dai ritrovamenti, in quest'ultima isola, di ossidiana proveniente dalla zona del Monte Arci. Nel IV millennio a.C., la civiltà megalitica della Cultura di Arzachena, della Gallura settentrionale, si estese a tutta la Corsica del sud, per poi fondersi con la civiltà nuragica che edificò torri anche in Corsica.
Ancora in epoca romana è attestata dalle fonti la presenza stabile di popolazioni autoctone definite "corse" nella Gallura interna. In quel periodo le popolazioni della Gallura e del Sud della Corsica rappresentavano un continuum etnico e culturale.
Un importante e documentato flusso migratorio dalla vicina isola verso l'intera Sardegna si verificò invece nel Medioevo già nel periodo giudicale, durante il quale sono attestati i primi cognomi corsi fino all'area cagliaritana. Questo fenomeno si accentuò continuativamente dal XIV al XVIII secolo, con l'insediamento di un notevole numero di famiglie corse (ormai indelebilmente segnate dall'influsso toscano a seguito del dominio pisano) in Gallura, nella arcipelago della Maddalena, nel Sassarese e nell'Anglona.
In Gallura, a seguito dello spopolamento della regione per varie epidemie e dell'abbandono delle coste per le incursioni piratesche degli Arabi, l'elemento corso divenne prevalente in gran parte del territorio, riappropriandosi dell'originale specificità gallurese ed evidenziandola sia negli usi che nei costumi, ma anche con una maggior diffusione della lingua gallurese.
L'elemento corso ha lasciato inoltre ampie tracce a Sassari - abitata in maggioranza da corsi nel XVI e XVII secolo - e a Castelsardo (popolata prevalentemente da individui originari della Corsica già dai primi secoli della sua storia, tanto che ancora oggi la lingua locale è di matrice còrsa e presenta notevolissimi punti di comunanza con il gallurese e il corso) e tracce minori (influenze lessicali e fonetiche) nelle regioni dell'Anglona e del Logudoro settentrionale.

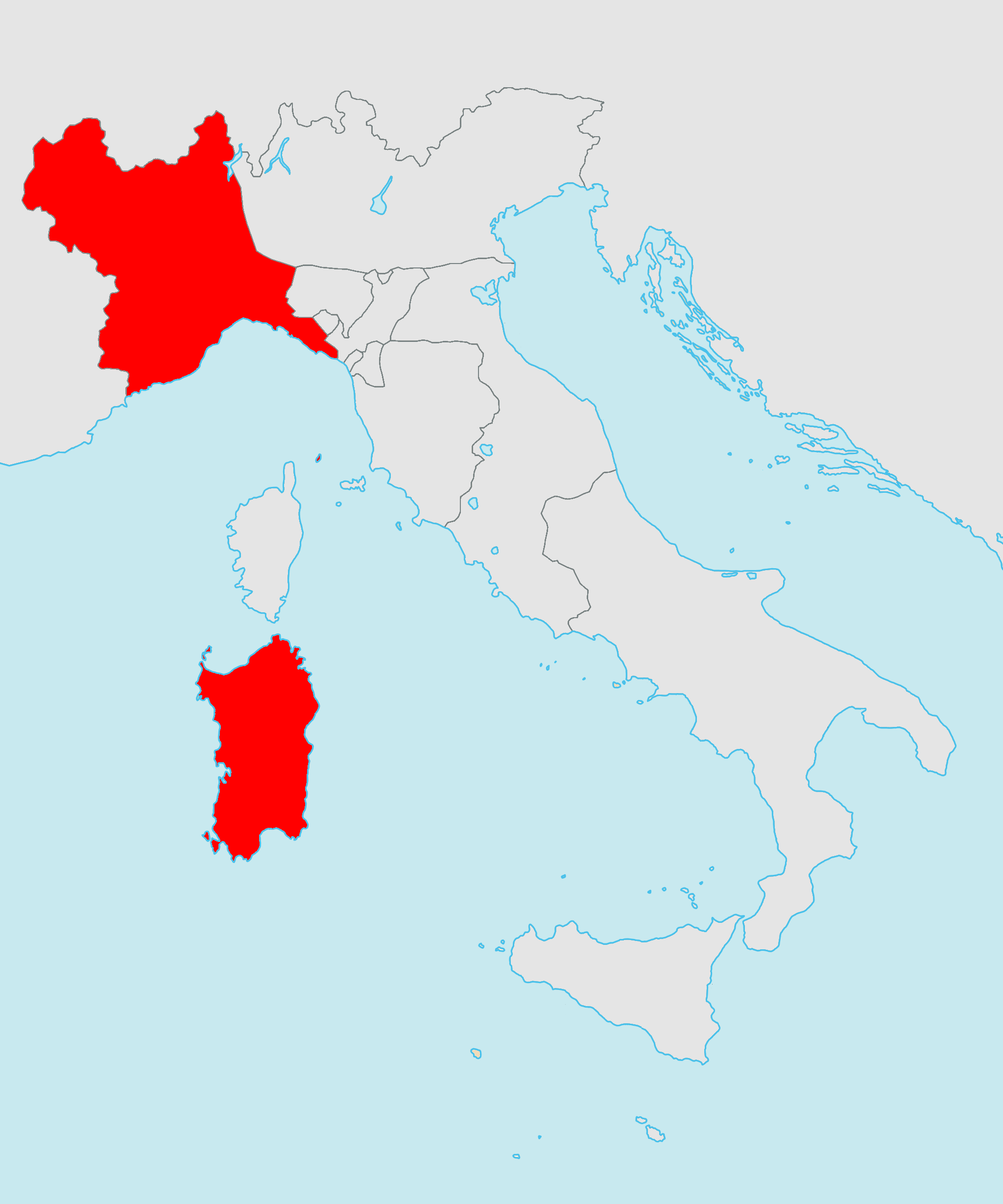
I territori del Regno di Sardegna dopo il 1815.

### Liguri e Piemontesi
Nel XVIII secolo, arrivarono altre popolazioni e precisamente sull'isola deserta di San Pietro, ripopolata da Liguri provenienti da Tabarka, un'isoletta vicino alla Crumiria, in Tunisia: questi fondarono poi Carloforte.
Popolazioni piemontesi e ancora liguri arrivarono a Sant'Antioco, a Calasetta, a La Maddalena. Sempre in quel pediodo ci fu anche un tentativo di insediare nella Planargia di Bosa, nella località di Villa San Cristoforo dei Salti di Montresta, alcuni emigrati greci provenienti dalla vicina Corsica, senza grande successo.
Pescatori liguri di Camogli si stabilirono durante il XIX secolo nella Nurra e all'Asinara, contribuendo alla nascita di Stintino.

## Epoca contemporanea

### Nella Sardegna mineraria del XIX secolo
Nel XIX secolo, il riassetto degli impianti minerari sardi attirò nell'isola numerosi lavoratori forestieri e diede un impulso al rinnovamento sociale, economico e culturale della Sardegna. Inizialmente, a causa della carenza di tecnici specializzati e di manodopera, questo riassetto fu organizzato da maestranze straniere. Già nel 1848 un primo gruppo di operai austriaci provenienti dalla Stiria, sotto la guida dell'ingegnere ungherese Giulio Keller, aveva riattivato la miniera di Montevecchio presso Guspini, mentre la miniera di Ingurtosu fu rimessa a regime da un altro gruppo di capi-minatori tedeschi della scuola di Friburgo guidati dall'ingegnere tedesco George Bornemann.
Nel mentre presero vigore i flussi migratori di lavoratori, provenienti principalmente dal nord Italia; infatti, dalla metà dell'Ottocento fino al decennio 1870-1880, nelle miniere sarde circa i 2/3 dei minatori e degli operai specializzati adibiti alle miniere erano di origine peninsulare: i più numerosi erano i piemontesi, provenienti in maggioranza dal Canavese, e i lombardi, in particolare del Bergamasco; cospicua era inoltre la presenza dei toscani e dei romagnoli. I lavoratori continentali venivano favoriti rispetto ai sardi, in quanto i primi sarebbero stati ritenuti più resistenti alla fatica, come scrisse l'ingegnere del regio corpo delle miniere Eugenio Marchese:
Le comunità dei minatori "continentali" si stabilirono soprattutto (e in parte definitivamente) nell'Iglesiente dove nel 1882, secondo un rapporto dell'ingegnere francese Leon Gouin, risiedevano 9.780 minatori (6.229 sardi e 3.571 forestieri) su una popolazione totale di poco inferiore ai 30.000 abitanti, ma anche nel Sarrabus e nella Nurra, nel sito dell'Argentiera. Nei primi decenni del Novecento i sardi divennero la maggioranza in tutte le miniere isolane, tuttavia i minatori peninsulari formavano ancora un nucleo numeroso. La rinata attività mineraria ridiede slancio anche alla città di Cagliari, che attirò molti immigrati dalla penisola e dalla Svizzera, in particolare imprenditori e commercianti.

### Campani e Siciliani
Alla fine del XIX secolo sorsero nuovi insediamenti, con la migrazione di pescatori campani (provenienti da Ponza e Torre del Greco) e siciliani, che si stabilirono nei centri marinari della costa orientale, come a La Maddalena, Santa Lucia di Siniscola e Arbatax.

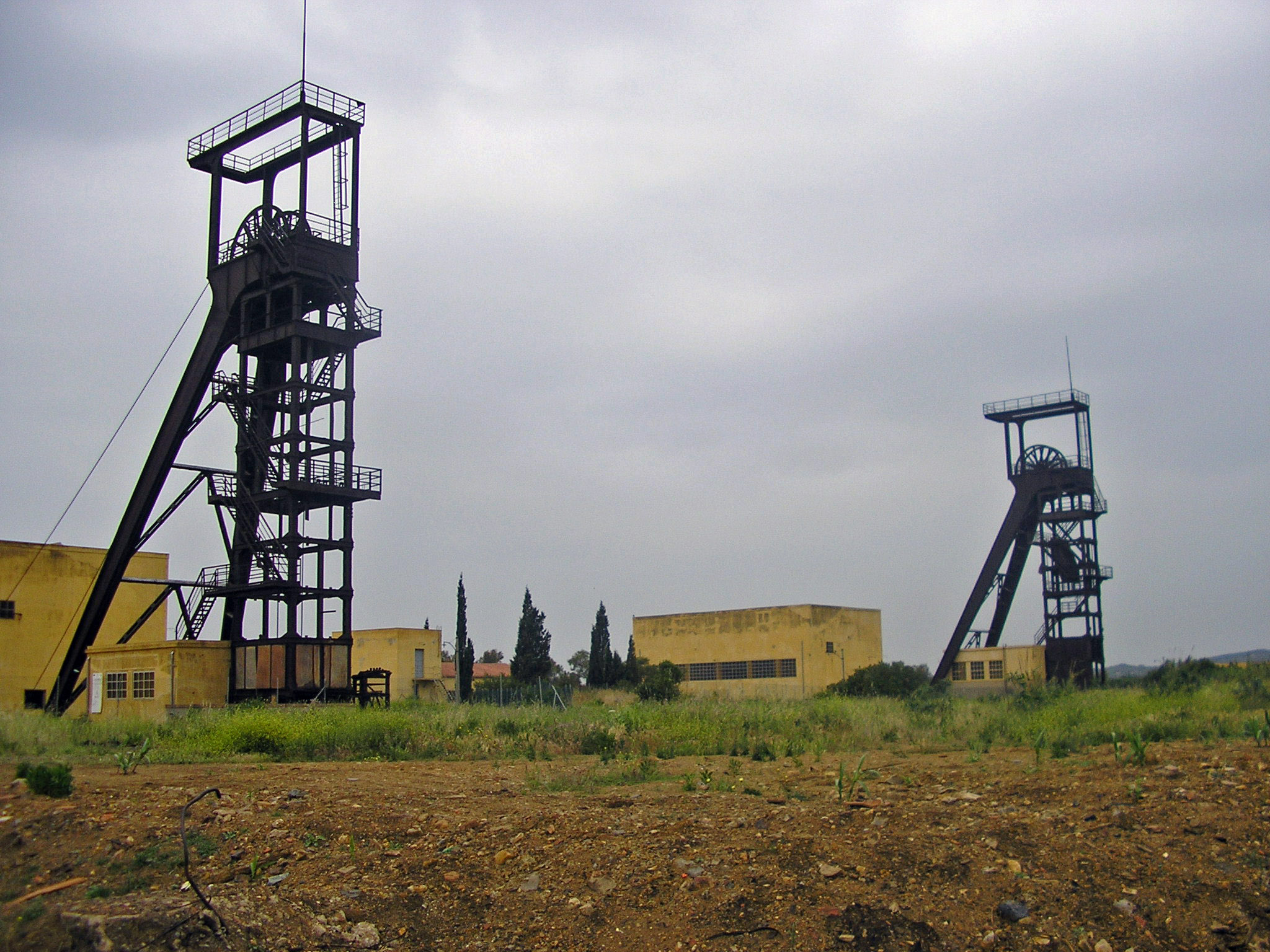
Torri della miniera di Serbariu - Carbonia.

### Durante il Ventennio
Nel ventennio fascista all'interno di un ampio programma di opere pubbliche furono inseriti dei progetti di bonifica. I piani prevedevano di bonificare ed infrastrutturare delle zone incolte e afflitte dalla malaria.  A questo scopo furono create delle aziende coloniche..
Per cui nelle bonifiche dell'oristanese e nella zona di Alghero furono insediate alcune popolazioni della Pianura Padana che nel 1928 fondarono Mussolinia, in seguito rinominata Arborea, e nel 1933 Fertilia.
Fu fondato anche il centro minerario di Carbonia, nel Sulcis (1938), dove vennero insediati numerosi minatori provenienti, oltre che da varie parti dell'isola, anche da diverse regioni d'Italia, in particolare dal Veneto, Marche, Abruzzo, Basilicata e Sicilia.

### Dal dopoguerra ad oggi
Il primo importante flusso migratorio del dopoguerra nell'isola fu quello del 1946 quando, scampati all'epurazione etnica perpetrata in Dalmazia e nell'Istria, furono sistemati un gruppo di esuli Giuliano-Dalmati. In attuazione di un programma alloggiativo dell'Opera Profughi, a Fertilia, nella Nurra, trovarono sistemazione oltre 600 profughi..
In seguito il flusso fu in maggioranza costituito da lavoratori specializzati provenienti da varie regioni, da segnalare anche l'arrivo di famiglie italo-tunisine che si stanziarano nel comune di Castiadas.
Negli ultimi anni sono giunti nuovi immigrati provenienti in particolare dall'Europa centro-orientale, dall'Asia e dall'Africa. Un dato rilevante è quello relativo alle rimesse degli immigrati, cioè il denaro che i lavoratori extracomunitari spediscono dall'Italia ai loro paesi d'origine, che nel 2009 ha visto la Sardegna, fra tutte le regioni italiane, al quarto posto per il valore delle rimesse pro-capite. La popolazione straniera al 1 gennaio 2023 ammontava a 50.211 persone, il 3,2% della popolazione totale sarda; le nazionalità di origine principali erano.
- Romania 11,313
- Senegal 4,289
- Marocco 3,982
- Cina 3,253
- Ucraina 2,885
- Filippine 1,969
- Nigeria 1,795
- Bangladesh 1,406

- Germania 1,214
- Pakistan 1,047
- Polonia 1,037
- Kirghizistan 946
- Russia 788
- Francia 763
- Albania 762
- Regno Unito 710